# نهائي كأس الاتحاد الأوروبي للسيدات 2004
نهائي كأس الاتحاد الأوروبي للسيدات 2004 هي المباراة النهائية من منافسة كأس الاتحاد الأوروبي للسيدات 2003–04، أقيمت المباراة في 2004، بين فريقي Umeå IK ‏، وإف إف سي فرانكفورت، وفاز فيها Umeå IK ‏، بعد أن هزم إف إف سي فرانكفورت، بنتيجة 8 - 0.

## تفاصيل المباراة
لعبت المباراة النهائية في 2004.
| Umeå IK ‏ | 8 -0 | إف إف سي فرانكفورت |
| -------- | ---- | ------------------ |
|          |      |                    |